# Fußball-Oberliga 1984/85
Die Saison 1984/85 der Oberliga war die elfte Saison der Oberliga als dritthöchste Spielklasse im Fußball in Deutschland nach der Einführung der zweigleisigen – später eingleisigen – 2. Fußball-Bundesliga zur Saison 1974/75.

## Oberligen
- Oberliga Baden-Württemberg 1984/85
- Bayernliga 1984/85
- Oberliga Berlin 1984/85
- Oberliga Hessen 1984/85
- Oberliga Nord 1984/85
- Oberliga Nordrhein 1984/85
- Oberliga Südwest 1984/85
- Oberliga Westfalen 1984/85

## Aufstieg zur 2. Bundesliga
In den zwei Aufstiegsrunden gelangen dem VfL Osnabrück und der SpVgg Bayreuth jeweils als Gruppensieger sowie Tennis Borussia Berlin und Viktoria Aschaffenburg jeweils als Gruppenzweiter der Aufstieg in die 2. Bundesliga.